# Elvir Čolić
Elvir Čolić (Mostar, 17 luglio 1986) è un ex calciatore bosniaco, di ruolo difensore.

## Palmarès

### Club

#### Competizioni nazionali
- Campionato bosniaco: 2

Željezničar: 2011-2012, 2012-2013
- Coppa di Bosnia: 2

Željezničar: 2010-2011, 2011-2012